# Mars-sous-Bourcq
Mars-sous-Bourcq é uma comuna francesa na região administrativa de Grande Leste, no departamento das Ardenas. Estende-se por uma área de 4,73 km². Em 2010 a comuna tinha 59 habitantes (densidade: 12,5 hab./km²).